# NGC 7072
NGC 7072 is een balkspiraalstelsel in het sterrenbeeld Kraanvogel. Het hemelobject werd op 5 september 1834 ontdekt door de Britse astronoom John Herschel.

## Synoniemen
- ESO 287-31
- MCG -7-44-18
- IRAS 21273-4322
- PGC 66874